# Kurt Butziger
Kurt Butziger (* 1936) ist ein ehemaliger deutscher Politiker (SED). Er war unter anderem Oberbürgermeister der Stadt Görlitz.

## Leben
Butziger, studierter Diplom-Wirtschaftler, war von Februar 1969 bis 1979 stellvertretender Vorsitzender des Rates des Bezirkes Dresden und Leiter der Abteilung Handel und Versorgung. Ab 1971 hatte er den Vorsitz der Versorgungskommission inne und war ab November 1971 Abgeordneter des Bezirkstages Dresden. Von 1979 bis November 1989 fungierte er als Oberbürgermeister von Görlitz. 
In seiner Amtszeit verbesserten sich die Wohnverhältnisse für viele Görlitzer durch den Neubau tausender Wohnungen in Plattenbauweise (insbesondere im nördlichen Stadtteil Königshufen), gleichzeitig verfielen jedoch Alt- und Gründerzeitbauten.